# Teja Gregorin
Teja Gregorin (Ljubljana, 1980. június 29. –) szlovén olimpiai bronzérmes sílövő. 2002 óta foglalkozik a biatlonnal.
A világkupában 2003-ban indult első alkalommal. Legjobb eredményét az összetettben a 2006/2007-es szezon végén érte el, amikor a tizenkettedik helyen zárt.
Világbajnokságon 2004 óta szerepel. Egyetlen dobogós helyezése van, 2009-ben a második lett egyéniben.
Indult a 2006-os olimpián, Torinóban, ahol a legjobb eredménye egy hatodik helyezés volt, a szlovén váltóval. Ezen kívül, tizennegyedik lett sprintben, tizenhatodik az üldözőversenyben, tizennyolcadik az egyéniben és tizenkilencedik a tömegrajtos indítású viadalon.
2018-ban újravizsgálták a 2010-es olimpián doppingvizsgálatra leadott mintáját. A teszt során növekedési hormon használatát mutatták ki. 
Ezért a Nemzetközi Biatlon Szövetség (IBU) a 2010 és 2012 közötti eredményeit törölte és 2018 október 4-től két év eltiltással büntette.

## Eredményei

### Olimpia
| Év   | Világbajnokság | Versenyszám | Versenyszám | Versenyszám   | Versenyszám | Versenyszám | Versenyszám |
| Év   | Világbajnokság | Egyéni      | Sprint      | Üldözőverseny | Tömegrajtos | Váltó       |             |
| ---- | -------------- | ----------- | ----------- | ------------- | ----------- | ----------- | ----------- |
| 2006 | Torino         | 18          | 14          | 16            | 19          | 6           |             |
| 2010 | Vancouver      | 36          | 9           | 9             | 5           | 8           |             |

### Világbajnokság
| Év   | Világbajnokság     | Versenyszám | Versenyszám      | Versenyszám   | Versenyszám | Versenyszám | Versenyszám  |
| Év   | Világbajnokság     | Egyéni      | Sprint           | Üldözőverseny | Tömegrajtos | Váltó       | Vegyes váltó |
| ---- | ------------------ | ----------- | ---------------- | ------------- | ----------- | ----------- | ------------ |
| 2004 | Oberhof            | 51          | 67               | ----          | ----        | 10          | ----         |
| 2005 | Hochfilzen         | 18          | Nem állt rajthoz | ----          | ----        | 8           | ----         |
| 2005 | Hanti-Manszijszk   | ----        | ----             | ----          | ----        | ----        | 9            |
| 2006 | Pokljuka           | ----        | ----             | ----          | ----        | ----        | 7            |
| 2007 | Antholz-Anterselva | 13          | 11               | 7             | 15          | 4           | ----         |
| 2008 | Östersund          | 6           | 32               | 31            | 14          | 12          | ----         |
| 2009 | Phjongcshang       | 2           | 64               | ----          | 13          | ----        | 12           |
| 2010 | Hanti-Manszijszk   | ----        | ----             | ----          | ----        | ----        | 10           |

### Világkupa
| Helyezés | 70 | 41 | 24 | 12 | 15 | 32 | 10 |

| 2004/05    | | | Oberhof Váltó                                                                                         |
| 2005/06    | | | Ruhpolding Váltó                                                                                      |
| 2006/07    | | | |
| 2007/08    | | | |
| 2008/09    | | Phjongcshang Egyéni (VB)                                                                              | |
| 2009/10    | | | |
| 2010/11    | | | |
| 2011/12    | | Ruhpolding Vegyes váltó (VB)                                                                          | Holmenkollen Tömegrajtos                                                                              |
| Összesítés | Egyéni: 0 Sprint: 0 Üldözőverseny: 0 Tömegrajtos: 0 Váltó: 0 Vegyes váltó: 0 ------------ Összesen: 0 | Egyéni: 1 Sprint: 0 Üldözőverseny: 0 Tömegrajtos: 0 Váltó: 0 Vegyes váltó: 1 ------------ Összesen: 2 | Egyéni: 0 Sprint: 0 Üldözőverseny: 0 Tömegrajtos: 1 Váltó: 2 Vegyes váltó: 0 ------------ Összesen: 3 |

- O - Olimpia és egyben világkupa forduló is.
- VB - Világbajnokság és egyben világkupa forduló is.